# Neutrebbin
Neutrebbin es un municipio situado en el distrito de Märkisch-Oderland, en el estado federado de Brandeburgo (Alemania), a una altitud de 4 metros. Su población a finales de 2016 era de 1400 habs. y su densidad poblacional, 40 hab/km².